# 王繢
王 繢（おう かい、447年 - 499年）は、南朝宋から斉にかけての官僚。字は叔素。本貫は琅邪郡臨沂県。

## 経歴
南朝宋の車騎将軍王彧の子として生まれた。弱冠にして秘書郎・太子舎人となり、中書舎人に転じた。泰始年間に父の王彧が江安県侯に封じられると、王繢は父のもとの爵位を継いで始平県五等男となった。秘書丞・司徒右長史を歴任した。元徽末年、寧朔将軍の号を受けた。建平王劉景素の下で征北長史となり、南東海郡太守をつとめた。黄門郎となり、東陽郡太守として出向した。
蕭道成が撫軍となると、王繢は張岱の下で吏部長史となった。散騎常侍の位を受け、驍騎将軍の号を受けた。義興郡太守として出向した。ときに王繢は義興郡の吏の陳伯喜を陽羡県の獄に落とし、これを殺そうとした。陽羡県令の孔逭は陳伯喜に何の罪があるのかと疑問を抱き、王繢の命を拒否した。このことが御史に奏上され、王繢は罪に問われて無官のまま職をつとめることとなった。後に太子中庶子に転じ、驍騎将軍を兼ねた。
長兼侍中に転じた。王繢は仏教の信徒であったため、南朝斉の武帝が雉射ちに出かけたときに、病と称して侍従しなかった。左民尚書に転じた。老齢の母のために辞職を願い出て、寧朔将軍の号を受けた。大司馬長史や淮陵郡太守を歴任し、宣城郡太守として出向した。隆昌元年（494年）、輔国将軍・太傅長史とされたが、受けなかった。冠軍将軍・豫章国内史となり、征虜将軍の号に進んだ。事件により罪を問われて免官となった。冠軍将軍の号を受け、司徒左長史・散騎常侍となった。隨王蕭宝融の師をつとめた。征虜将軍の号を受け、驃騎長史となり、太常に上った。永元元年（499年）、死去した。享年は53。諡は靖子といった。
王繢の娘が安陸王蕭子敬にとついで、その妃に立てられた。

## 伝記資料
- 『南斉書』巻49 列伝第30
- 『南史』巻23 列伝第13